# Take That
Take That són una banda britànica de música pop nascuda a Manchester el 1990, i coneguts com els pioners d'aquest tipus de gènere al Regne Unit. Entre el primer single de la banda aparegut el 1991 i la seva separació el 1996, la BBC va descriure els Take That com 'la banda britànica més reeixida des dels Beatles, estimats per joves i adults'. La formació original també comptava amb Jason Orange i Robbie Williams. Barlow era el cantant principal i compositor principal del grup, amb Owen i Williams inicialment com a cors i Howard Donald i Jason Orange actuant principalment com a ballarins.
Els ritmes ballables i les balades de Take That van dominar les llistes britàniques a la primera meitat dels 90, aconseguint tenir dos dels seus àlbums entre els més venuts de la dècada amb "Everything changes" el 1993 i "Greatest Hits" el 1996.
La banda es va separar el 1996 però, després d'un documental aparegut el 2005 i la sortida al mercat d'un àlbum de grans èxits, els components van decidir iniciar un gira de concerts al Regne Unit l'any 2006, titulada Ultimate Tour 2006. El 9 de maig del 2006 es va anunciar que els Take That estaven gravant un nou àlbum d'estudi després de 10 anys.

## Orígens
Segons un article de la revista Rolling Stone per Stephen Thanabalan, Take That van sorgir com un nou fenomen quan es van convertir en la primera banda britànica de música pop, van ser la resposta de RCA i BMG a l'èxit de grups nord-americans com foren els New Kids on the Block. Proclamats com la major banda masculina des dels Beatles, els Take That ho van tenir difícil per aconseguir fer veure la vàlua del seu material i no va ser fins a la seva separació que la crítica va començar a apreciar els seus àlbums. Formada per cinc joves, amb més maduresa que d'altres bandes musicals gràcies a les cançons escrites pel líder Gary Barlow, Take That van tenir un gran èxit arreu d'Europa pel moviment de fans que van arrossegar i, fins i tot, a partir de la separació, les autoritats britàniques es van veure obligades a obrir línies telefòniques d'ajuda per a les fans.
Els membres de Take That són Gary Barlow, Mark Owen, Howard Donald, Jason Orange i Robbie Williams. Take That van aconseguir un total de vuit números u a les llistes de música britàniques, i el seu èxit va constituir una fórmula sobre la qual es van inspirar d'altres bandes que van intentar dominar la indústria musical, tals com East 17, Boyzone, Blue i A1.
El seu primer single fou "Do whay U like". Al videoclip sortien els membres de la banda nus i banyant-se amb gelatina. En aquest punt, va ser quan van començar a fer actuacions en públic. On van tenir molt d'èxit va ser als clubs gays del Regne Unit, on van arribar a fer un gran nombre d'actuacions.
Els següents singles foren "Once you've tasted love" i "Promises", perduts a les llistes de música britàniques. El primer single que va arribar lluny va ser "It only takes a minute" de Jonathan King, que va arribar al número 7. Després, el va seguir la balada de Gary Barlow "A million love songs" i "I found heaven", ambdós entre els vint primers.
La seva versió de "Could it be magic" de Barry Manilow i Donna Summer els va donar una forta empenta i els va assegurar una plaça entre el públic.
El seu primer àlbum, "Take That and Party", va ser llençat al mercat el 1992, i contenia els singles citats abans.
El 1993 va sortir a la llum l'àlbum de més èxit de Take That, anomenat "Everything changes". Sorprenentment, van ser quatre singles els que van arribar al número u de les llistes: "Pray", "Relight my fire", "Babe" i "Everything changes". El cinquè single "Love ain't here anymore" va arribar al número tres. Aquest àlbum va permetre a Take That aconseguir l'èxit internacional, encara que el mercat nord-americà es resistia ("Love ain't here anymore" va ser remasteritzat amb un so més rythm & blues, però tampoc va cridar l'atenció).
La promoció de "Nobody else", el seu àlbum de 1995, va sortir amb el llançament del seu èxit més rotund (i l'únic americà) "Back for good". La caràtula també va ser especial perquè parodiava la del disc Sgt Peper dels Beatles.
Estant a la cima de l'èxit, la banda va veure com el juliol de 1995, Robbie Williams abandonava la formació per tenir la seva pròpia carrera en solitari. No obstant això, Take That va continuar amb la promoció del "Nobody else" aconseguint triomfar amb "Sure" i "Never Forget".
Al febrer de 1996, Take That anuncià la seva separació, però van deixar un àlbum "Greatest Hits" que contenia el seu últim gran èxit, "How deep is your love" dels Bee Gees.

## Retorn
Dimecres 16 de novembre del 2005, Take That va tornar a sortir a escena per anunciar un documental de televisió on explicaven les raons de la seva separació i les seves carreres en els últims deu anys. El 25 de novembre, van oferir una roda de premsa anunciant que estaven disposats a realitzar una nova gira, The Ultimate Tour 2006, amb onze dates. Veient que les entrades es van esgotar de seguida, van decidir ampliar dates amb un total de 30, concerts que s'oferiren al Regne Unit i a Irlanda, d'abril a juny del 2006.
Després de l'immens èxit que va tenir la gira i veient el suport de les fans que continuaven tenint, Take That va annunciar el 9 de maig de 2006 que gravarien un nou àlbum. Mark Owen confirmà que esperaven gravar el millor disc que havien fet mai. Malgrat no va tenir la col·laboració de Robbie Williams, Howard Donald li va obrir les portes i el va convidar a participar-hi.
La sortida del nou àlbum de Take That, anomenat "Beautiful World" va ser el 27 de novembre a Espanya, deu dies més tard que al Regne Unit. El single promocional fou "Patience" i es va llençar el 6 de novembre. El 2008 van publicar "The Circus, i el 2010, "Progress", en què Robbie Williams va tornar a participar.

## Discografia
Àlbums d'estudi
- Take That & Party (1992)
- Everything Changes (1993)
- Nobody Else (1995)
- Beautiful World (2006)
- The Circus (2008)
- Progress (2010)
- III (2014)
- Wonderland (2017)
- Odyssey (2018)
- This life (2023)